# Escut de Ventalló
L'escut oficial de Ventalló té el següent blasonament:
Escut caironat: d'atzur, un lleó coronat d'or que agafa amb la mà dreta un ventall amb les armes dels Caramany (d'or, una losange de gules i bordura de vuit peces del mateix color), manegat i franjat d'argent. Per timbre, una corona mural de poble.

## Història
Va ser aprovat el 25 de juliol de 2013 i publicat al DOGC el 8 d'agost del mateix any amb el número 6435.
En aquestes armes parlants, el lleó fa referència a l'última síl·laba del topònim del municipi i el ventall, evidentment, es refereix a la resta del nom. El lleó i el ventall han estat els senyals tradicionals del poble. El ventall porta les armes dels Caramany: entre tots els senyors jurisdiccionals que va tenir Ventalló al llarg de la història, els Caramany van ser els qui més temps ho van ser.